# Boutons de soie
 (juin 2023).
 (juin 2023).
Si vous disposez d'ouvrages ou d'articles de référence ou si vous connaissez des sites web de qualité traitant du thème abordé ici, merci de compléter l'article en donnant les références utiles à sa vérifiabilité et en les liant à la section « Notes et références ».
 (juin 2023).
La mise en forme du texte ne suit pas les recommandations de Wikipédia : il faut le « wikifier ».
Les points d'amélioration suivants sont les cas les plus fréquents. Le détail des points à revoir est peut-être précisé sur la page de discussion.
- Les titres sont pré-formatés par le logiciel. Ils ne sont ni en capitales, ni en gras.
- Le texte ne doit pas être écrit en capitales (les noms de famille non plus), ni en gras, ni en italique, ni en « petit »…
- Le gras n'est utilisé que pour surligner le titre de l'article dans l'introduction, une seule fois.
- L'italique est rarement utilisé : mots en langue étrangère, titres d'œuvres, noms de bateaux, etc.
- Les citations ne sont pas en italique mais en corps de texte normal. Elles sont entourées par des guillemets français : « et ».
- Les listes à puces sont à éviter, des paragraphes rédigés étant largement préférés. Les tableaux sont à réserver à la présentation de données structurées (résultats, etc.).
- Les appels de note de bas de page (petits chiffres en exposant, introduits par l'outil «  Source ») sont à placer entre la fin de phrase et le point final[comme ça].
- Les liens internes (vers d'autres articles de Wikipédia) sont à choisir avec parcimonie. Créez des liens vers des articles approfondissant le sujet. Les termes génériques sans rapport avec le sujet sont à éviter, ainsi que les répétitions de liens vers un même terme.
- Les liens externes sont à placer uniquement dans une section « Liens externes », à la fin de l'article. Ces liens sont à choisir avec parcimonie suivant les règles définies. Si un lien sert de source à l'article, son insertion dans le texte est à faire par les notes de bas de page.
- La présentation des références doit suivre les conventions bibliographiques. Il est recommandé d'utiliser les modèles {{Ouvrage}}, {{Chapitre}}, {{Article}}, {{Lien web}} et/ou {{Bibliographie}}. Le mode d'édition visuel peut mettre en forme automatiquement les références.
- Insérer une infobox (cadre d'informations à droite) n'est pas obligatoire pour parachever la mise en page.

Pour une aide détaillée, merci de consulter Aide:Wikification.
Si vous pensez que ces points ont été résolus, vous pouvez retirer ce bandeau et améliorer la mise en forme d'un autre article.
Les boutons de soie, ou akkad ou aakad, sont des éléments de couture utilisés pour ajouter une touche décorative aux vêtements, aux accessoires et à d'autres créations artisanales. Généralement fabriqués à partir de fils de soie tressés, ils sont disponibles dans une grande variété de formes, de tailles et de couleurs. 

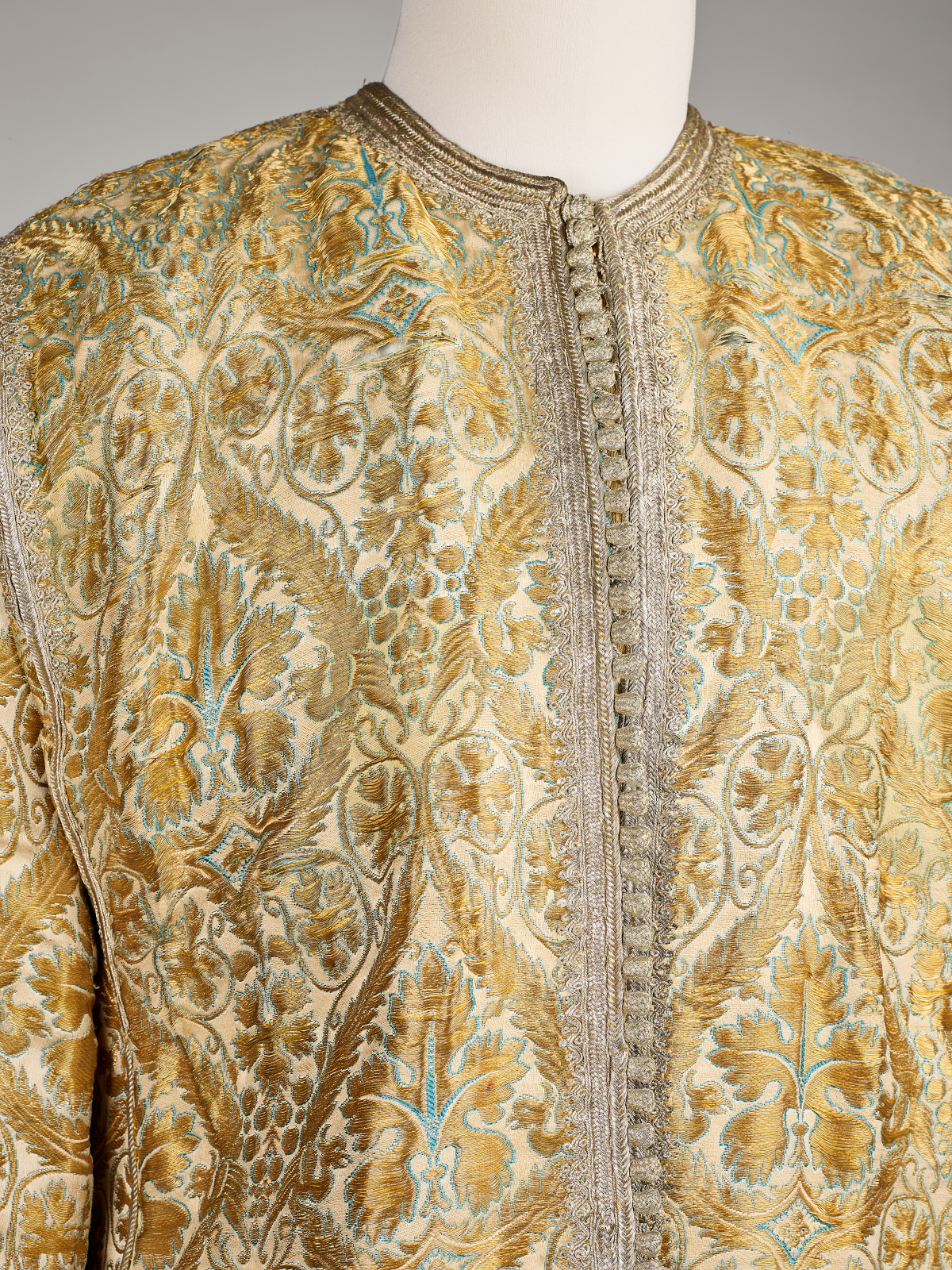
Kaftan marocain (RISD museum, providence RI)

## Boutons de soie au Maroc
Au Maroc, la manufacture des boutons de soie ne date pas d'hier, il s'agit d'un composant du patrimoine marocain.
Historiquement, la fabrication des boutons de soie au Maroc a été pratiquée par la communauté juive installée au Maroc depuis le  iie siècle av. J.-C. qui pratiquait différents métiers qui sont traditionnellement réservés aux juifs, particulièrement ceux où l’on manipule le plus de matière de valeur : or, argent, pierres précieuses et perles fines.
Vers la fin des années 1960, la communauté juive au Maroc, notamment à Séfrou, qui depuis l'Antiquité abritait une majorité des juifs marocains, atteint une puissance majeure sur le plan économique. Cela permet à de grands groupes de femmes d'apprendre les atouts et les arts de ce métier, dans toutes les communes de la province de Sefrou, en particulier Bani Yazgha et Bahlil, et celles de Sidi Yusuf, Azabah et Sanhaja.
Actuellement, la ville de Séfrou est considérée comme une capitale des boutons de soie dans le monde entier. C'est une activité importante qui contribue grandement à enrichir les revenus de centaines de femmes de la région, regroupant une dizaine d'associations et coopératives abritant plus de 30.000 femmes confectionnant les boutons en soie caractéristiques de la ville, et à leurs côtés des jeunes filles qui observent et apprennent le métier.

## Commerce et tourisme
Les boutons de soie principalement utilisé dans l’habillement traditionnel, conférant l’originalité et le savoir-faire de la ville de Séfrou, sont répandus et fortement demandés par les plus grandes sociétés de confection internationale et c'est grâce aux efforts déployés par les coopératives et associations s'activant dans le domaine de la fabrication des boutons de soie dans la province de Sefrou.
En 2005, la fabrication des boutons de soie à Sefrou a fait l'une de ses premières apparitions sur la scène internationale, par la participation de la coopérative artisanale féminine “Cerises des boutons de soie” à Sefrou dans l'exposition tenue à Aix-les-Bains, en France. Ce qui a été une occasion idéale pour présenter les boutons de soie et leur histoire qui remonte à plus de 100 ans, un métier qui est considéré comme un héritage laissé par les Juifs dans la ville de Sefrou avant d’être perpétué par les femmes marocaines.
À partir de 2009, ladite coopérative est entrée sur le marché américain par la grande porte à travers sa participation à une foire tenue au Nouveau-Mexique, qui mettait en valeur les bijoux féminins faits main.
En récompense à leur persévérance et leur créativité exceptionnelle, les femmes de la coopérative ont reçu plusieurs prix et ont été honorées lors de plusieurs événements à l’intérieur et à l’étranger.